# 熱血最強ゴウザウラー
『熱血最強ゴウザウラー』（ねっけつさいきょう ゴウザウラー）は、1993年3月3日から1994年2月23日まで、テレビ東京系列で毎週水曜18:00 - 18:30（JST）に全51話が放送された、サンライズ制作のロボットアニメ。

## 概要
地球の守護者「エルドラン」より巨大ロボットを託された、「ザウラーズ」こと春風小学校の6年2組の生徒たちが、全宇宙の機械化を目論む「機械化帝国」からの侵攻に立ち向かう姿を描く。
サンライズとトミーによる「エルドランシリーズ」の第3弾にして、テレビアニメシリーズとしては最終作ともなる本作品は、シリーズ第1弾の『絶対無敵ライジンオー』の「学園もの」としての路線を引き継ぎつつも、一方では放送当時の流行などを反映する形で、後述するような独自の要素も盛り込まれる格好となった。

### 制作
『ライジンオー』で「神」を、シリーズ第2弾の『元気爆発ガンバルガー』で「動物」をそれぞれモチーフとしてきた中で、本作品では「恐竜」がモチーフとして採用された。折しも、本作品が放送される前年には特撮テレビドラマ『恐竜戦隊ジュウレンジャー』（テレビ朝日系列・東映制作）が放送され、さらに本作品と同じ1993年には映画『ジュラシック・パーク』が公開、翌年にも「世界最大の恐竜博」が開催されるなど、この当時は恐竜ブームで大いに盛り上がっていた時期でもあった。本作品の企画を担当したサンライズの塚田廷式によれば、トミーからは車ものもしくはメカものを要望されたといい、しかしサンライズとしてはすでに並行して展開している「勇者シリーズ」がメカモチーフである以上、そちらと被るわけにいかないという事情もあった。そこで出てきたのが恐竜というモチーフであり、トミーも過去にメカ恐竜玩具の『ゾイド』シリーズを展開していたことから、「恐竜は定番だから、今回は恐竜でやらせて頂きたい」と提案し納得してもらったという。
スタッフは前年放送のシリーズ第2弾『元気爆発ガンバルガー』から、引き続き参加している面々も複数見られる一方、シリーズ構成は川瀬敏文が監督と兼任する形で務めている。またキャラクターデザインの面では、あえて1970年代っぽいキャラクターを狙っていた前2作に対し、少し垢抜けた現代的な感じの絵柄がいいとの川瀬の意向を汲み、当時マッドハウス所属であった兼森義則が担当した。キャラクターデザイン担当者が、作画監督や総監督としても作品に携わることが一般的である中で、本作品では兼森は本編にはタッチせず、キャラクターデザインのみを手がけるという非常にイレギュラーな関わり方となった。

### 特徴
小学校を物語の舞台とし、1クラスの生徒たち全員が主人公という点は、前述のとおり『ライジンオー』と同様であるが、本作品では18人の生徒全員がロボットに搭乗する形とされ、それに伴って『ライジンオー』以上にサブキャラクターが描き込まれるようになった。また、主人公たちの学年についても、5年生であった『ライジンオー』に対して本作品ではより高学年の6年生として設定し、進学や恋愛などの要素が顕著に盛り込まれた他、ロボットが小学校と融合している都合上、主人公たちが卒業するまでの間に敵を倒さねばならないという、一種のタイムリミットも設けられる格好となった。このように、『ライジンオー』にて描かれた要素を整理し、より精度を高める形での作品づくりが行われた本作品であるが、後年のインタビューの中で川瀬は「よく言えばバランスが整っているが、悪く言うとちょっとおとなしくなってしまったところがある」と評しており、その点において『ライジンオー』と比べて後先を考えながら作ったために、最初の頃の勢いが出せなかったところがあるとも振り返っている。
シリーズ最終作ということもあり、本作品での敵役に当たる「機械化帝国」も、それにふさわしいハードな悪玉として設定され、太陽系の惑星や過去・現代の地球、果ては主人公までも機械化するなど、これまで以上に恐ろしい存在としての描写が目立った他、この機械化帝国を構成する幹部たちの交代劇も、本作品の重要な見どころとされている。前2作に引き続いてデザインワークを手がけたやまだたかひろは、前2作と比べて敵の比重が大きくなっていると語っており、各回に登場する機械化獣についても、前2作のような線を減らせというオーダーが緩和された分、怖そうに、かつ強そうにという方向に振ることができたという。
メカニックの演出・描写も、前2作以上に力が入れられており、登場するロボットの内部もより綿密に描かれている他、学校の校舎がロボットに変形したり、必殺武器を恐竜が運ぶといったアイディアも盛り込まれ、変形合体や必殺技のバンクはシリーズ随一の完成度を誇る。この変形合体のバンクのうち、合体途中で内部構造が透けて見える演出については、『マジンガーZ』のエンディング映像のオマージュであることを、演出を手がけた日高政光が明らかにしている。また川瀬は、後先考えずに『ライジンオー』からやっていたツケでもあると付言しつつ、シリーズ3作目ということでアクションや合体がエスカレートしていくしかなかったから、実はちょっと困っていたと後に述懐しており、それでも恐竜がモチーフであったおかげで、こういう見せ方やアプローチの仕方があるかなと考えることができたとも語っている。
本作品が、テレビアニメシリーズとしてのエルドランシリーズの最終作となったことはここまでに述べてきた通りであるが、ザウラーズと機械化帝国との戦いを最終回1話前までで終わらせ、最終回を主人公たちの卒業式で締めくくるという余韻を残すラストとされたのも、川瀬がこのエピソードをシリーズ全体の完結編として考えたことによるものである。本作品の終了に伴い、エルドランシリーズの展開もテレビアニメ以外の媒体での発表となった『完全勝利ダイテイオー』（2000年）までしばしの休止期間に入るが、一方で本作品の後番組としてシリーズ第4弾も企画されていたことが、後年ムック本などで明らかにされている（詳細はエルドランシリーズ#シリーズ終了後の展開も参照）。

## あらすじ
ある日のこと、太陽系の惑星が次々と謎の光によって機械に変えられた。始業式の前日の夜、自室で寝ていた春風小学校に通う6年2組の峯崎拳一は隕石が自宅に落下し、自分の身体が機械になってしまうというおぞましい夢を見る。結局拳一はそのことが引っかかって翌朝まで一睡も出来ず、釈然としないまま友人の立花浩美とクラスメートの喧嘩相手でもある朝岡しのぶらと一緒に登校する。しかし登校途中に変な恐竜のロボットを見た拳一たちは驚いて逃げ出した矢先に、宇宙からやってきた機械王「歯車王」と手下「ギーグ」に襲われる。しかし突如出現した恐竜ロボットに6400万年前に飛ばされる。そこでも光の戦士エルドランが螺子のロボットたちを相手にしていた。自分たちの世界を守るよう3体の恐竜ロボを託され再び転移した先は学校だった。自分たちの教室と融合し、身動きが取れない。しかも町では敵が暴れている。
こうして拳一とその同級生たちは「ザウラーズ」として恐竜ロボを操りながら、小学校生活最後の一年が戦いと冒険の日々に変わっていく。

## 登場人物

### ザウラーズ
峯崎 拳一（みねざき けんいち）
声 - 高乃麗
11月23日生まれ / 射手座 / 身長144cm / 体重38kg / 血液型はB型
本作品の主人公。マッハプテラのパイロット。ザウラーバイクの操縦者。ゴウザウラーメインパイロット。長い前髪と寝癖が特徴で白いシャツの上に赤いチョッキといった、スケボールックが定番。家族はスポーツ用品店を経営している両親で、明るく活発な性格。スケボーが得意で遅刻しそうなときはスケボー登校することが多く、第4話ではこれ原因でザウラーズを危機に陥れることになる。プリンが大好物。苦手なものは勉強とこんにゃく。シリーズ歴代主人公の仁、虎太郎同様クラス一学業不振の体育会系で腕白だが、仁、虎太郎と違ってテスト赤点で先生に怒られることがないが、遅刻常習者で遅刻する度に怒られたりしている。感情の起伏が激しく「バカ」、「アホ」など思ったことを口に出してしまうので、きつい言い方になりがちな毒舌キャラだが、友情にあつくて涙脆く、根は繊細な心の持ち主。ザウラーズのリーダーだが、ムードメーカーで、それが他のメンバーを巻き込むことが多い。よくトラブルを起こすため、彼以外のメンバーにとっては「最大の弱点」となっている。『絶対爆発ライバルガー』というテレビアニメを見ているようである。しのぶとはよく喧嘩をするが、その際に自身の下膨れ顔から「しもぶくれ」と言われている。しかし、本当は誰よりも彼女を信頼している。物語終盤ではしのぶを庇い、機械化され（機械化光線を受けた時かすった程度であったため、機械化の進行は遅かった）洗脳されてしまうが無事に洗脳は解け、最終決戦を前に元に戻る。
『スーパーロボット大戦』シリーズでは同じく主人公でリーダー格の仁や虎太郎と対立する場面がしばしばみられる。
立花 浩美（たちばな ひろみ）
声 - 林原めぐみ
3月1日生まれ / 魚座 / 身長143cm / 体重37kg / 血液型はA型
ランドステゴのパイロット。ザウラーカートの操縦者。ゴウザウラーサブパイロット。栗毛のおかっぱ頭と黄色いシャツの上に青いコートを着ている。医者の母と二人暮らしで料理が上手い。少し気が弱く、おとなしく控え目。争い事が嫌いで、初めは戦闘に出ることも怖がっていた。運動音痴だが、漫画を描くのが好きで、雑誌に応募するが内容は既存の二番煎じで落選。
文芸製作の北嶋博明によると、「浩美の母とユカの父親が結婚して、ユカと姉弟になる」シナリオが用意されていたが、諸般の事情でお蔵入りとなった。
朝岡 しのぶ（あさおか しのぶ）
声 - 天野由梨
4月25日生まれ / 牡牛座 / 身長144cm / 体重36kg / 血液型はA型
本作品のヒロイン。サンダーブラキオのパイロット。ザウラーサイドではサイドカー部に乗り込む。ゴウザウラーサブパイロット。茶色い瞳と紫のショートヘアで黄色いシャツと赤いミニスカを着用。活発でお転婆だが、実際の年齢よりもしっかりしている。家族は両親と祖母。祖母はアーケードゲーマーとして同級生の間では有名で、性格はそんな祖母の影響が強い。剣道が得意で、二刀流のラジオテンジャーとは壮絶な一騎討ちを演じた。シリーズ初の女子操縦者。拳一からは喧嘩の際、自身の男勝りな性格からか「男女」と言われているが、実は誰よりも彼を心配しており、物語終盤では機械化された拳一の心の支えとなり、影で涙を流したりと健気な一面もある。「しのぶ」という名前は「おしとやかな子に育ってほしい」という母の願望で名付けられた。
白金 太郎（しろがね たろう）
声 - 島田敏
11月14日生まれ / 蠍座 / 身長150cm / 体重44kg / 血液型はO型
ランドステゴの武器およびゴウザウラーの戦略・分析担当。のちにザウラージャイロの操縦者。マグナティラノのパイロット。大柄で体格がよく、青いフードパーカーを着ている。通称「金太」。硬派な柔道少年。見た目以上に腕力や怪力の持ち主で強そうに見えるが、しのぶと言い争っていた拳一を諌めるなど紳士的な一面もある。柔道の大会で4年生の時から3年連続で同じ相手に決勝で負け続けたが、最後の大会は試合の最中だったにもかかわらずザウラーズのために戦闘に参加するという男らしさを見せる。女の子が苦手で秘密の柔道の特訓をユカが話してしまい、謝りにきた際は触れられただけで慌てて倒れてしまうほど。それがきっかけで恋仲になったが、かなりの奥手らしい。
火山 洋二（ひやま ようじ）
声 - 篠原あけみ
6月28日生まれ / 蟹座 / 身長147cm / 体重39kg / 血液型はA型
マッハプテラの情報分析およびゴウザウラーの戦略・分析担当。のちにザウラークラフトの操縦者。グラントプスのパイロット。リーゼントで眼鏡をかけ、茶色いシャツと白いサスペンダーズボンを着用している。勉強好きでクラスで一番秀才。知的で容姿が良いが少し頼りなく、肝心な時にすぐ先生を頼ろうとする優柔不断な性格で、口癖は「先生に聞かないと…」。私立中学の受験生だが決戦前に無事に合格。彼の家族（両親・兄・姉）は全員が彼と同じタイプのメガネを掛けており、全員東大卒である。初恋の女性は弥生先生。
石田 五郎（いしだ ごろう）
声 - 上村典子
4月22日生まれ / 牡牛座 / 身長146cm / 体重39kg / 血液型はAB型
ザウラージェットのパイロット。ザウラーサイドの操縦者。サンダーブラキオ砲撃手およびゴウザウラーの武器担当。緑のシャツ（袖は白）に黒のズボンを着用。学級委員長。普段は真面目だが騒ぎを起こすとキレる。その際には言動がより荒くなる。ゴウザウラーでは武器担当のために司令室にいるが、唯一パイロットスーツのため浮いている。36話ではロボットの操縦を交換した拳一・金太・洋二に対し「キレる」「プッツン」を通り越して「爆発」して普段よりも崩れ顔になってしまい、キレた時の表情がギャグっぽくなることが多く、ザウラーズ一同を震撼させる。その後戦闘中にもかかわらず3体を完璧に操縦し、拳一らを本来のロボットに戻すという離れ業を演じる。通称は「委員長」だが、名前で呼ばれることもしばしばある。エリーに代わって出動の掛け声を代行する場合もある。
モデルとなったのは谷口悟朗で、主役回である第7話の演出・絵コンテも谷口の手によるものである。
光主 エリカ（こうず エリカ）
声 - 林原めぐみ
7月26日生まれ / 獅子座 / 身長147cm / 体重40kg / 血液型はO型
ランドステゴの情報分析およびザウラーズの司令官を務める。赤茶色の瞳と茶色いロングヘアで白いシャツと紫のミニスカを着用。学級副委員長。勝ち気で気が強く目立ちたがり屋。通称「エリー」。芸能界デビューを夢見て英会話教室と劇団の養成所に通っている。負けず嫌いで、拳一とはいつも反目している。目立ちたがりであり、そのためには手段を選ばない所があり、第3話では無理やりランドステゴに乗り込み浩美と同じ赤のパイロットスーツを身に着けている。洋二が気になるのか、彼が注目された時にはヤキモキしていた。
小島 尊子（こじま たかこ）
声 - 大谷育江
9月2日生まれ / 乙女座 / 身長139cm / 体重34kg / 血液型はB型
マッハプテラのメカニックおよびゴウザウラーの戦略・分析担当。ボサボサ頭で大きな丸眼鏡、いつも白衣を着た少女。通称「教授」。ザウラーズやグランザウラーの名付け親で地球防衛組の小島勉の従兄妹で互いに「勉くん」「尊子さん」と呼び合っている。普段はおとなしめだが、一度怒ると五郎以上に手が付けられなくなる。「失敗は成功のもと」が口グセだが、笑えない失敗が目立つ。秀三と共にさまざまな発明をしている。防衛軍に協力を要請されてのボウエイガー開発を始め、地球壊滅装置の解放やガクエンガーへの物質復元装置の組み込みなど重要局面で活躍が目立った。キングゴウザウラーのプログラムを組んだのも彼女だが、最初に失敗してクラス全員に責められたときには、髪を金髪とオレンジに染めてグレた。マグナティラノが登場することで金太が、グラントプスが登場したことで洋二が抜け、それまでは3人がかりで行っていたゴウザウラーの戦略および分析を、以降は一人でこなす。第36話では3体のロボットが力を合わせたスクラムアタックを生み出した。また拳一の不在時にはマッハプテラのパイロットを務めたこともある。ドラマCDでは、女の子からプレゼントを貰っていた秀三に対して、嫉妬心を爆発させる場面もあった。
長田 秀三（おさだ しゅうぞう）
声 - 天野由梨
1月7日生まれ / 山羊座 / 身長142cm / 体重36kg / 血液型はA型
サンダーブラキオおよびゴウザウラーのメカニック担当。教授の幼馴染で癖のある髪型と青いつなぎがトレードマーク。常に眉間にしわを寄せた不機嫌そうな表情をしている。別表記では苗字が「ながた」になったり、名前が「修三」になったりしている。機械いじりが趣味で教授と組んで怪しいメカの発明・開発に勤しむが、成功した例はほとんど無い。しのぶの不在時にサンダーブラキオのパイロットを務めたこともある。最終決戦では教授とともにガクエンガーへの物質復元装置の組み込みを行い勝利に貢献した。父親は教授と顔見知り。CDドラマでは嫉妬大爆発を起こした教授に頭が上がらず、尻に敷かれている様子が見て取れる。
武者小路叉 音泰（むしゃのこうじ さねやす）
声 - 篠原あけみ
8月16日生まれ / 獅子座 / 身長152cm / 体重40kg / 血液型はB型
ランドステゴのメカニックおよびゴウザウラーの第1動力室担当。クラスで一番背が高く、トレードマークの帽子と黒いタンクトップ（第35話以降はＴシャツ）、茶色い長ズボンを履いている。通称「ボン」。理由はいいとこのボンボンっぽい名前だかららしいが、自宅は至って普通。親友の拳一も本名を覚えていなかった。また意外と惚れっぽいところもあり、ある雨の日にレインコート姿で雨に濡れていた春枝を美少女と勘違いして告白しようと騒動を起こしたことがある。運動とロック音楽が大好きで、足が速い。
関 和孝（せき かずたか）
声 - 梁田未夏
3月31日生まれ / 牡羊座 / 身長138cm / 体重33kg / 血液型はA型
サンダーブラキオの武器およびゴウザウラーのレーダー担当。坊主頭で右側にいわゆる十円ハゲ、低い背と出っ歯が特徴で横じまのシャツに短パンを着用。通称「チョビ」。拳一のイタズラ友達。ボンとの3人組で騒動を巻き起こす、ザウラーズのトラブルメーカー。サッカークラブに所属していて、よくボールを手にしている。また逃げ足が速く、拳一やボンと共に機械四天王のおとり役になったこともある。初期設定では浩美とデザインが逆だった。
水原 結花（みずはら ゆか）
声 - 大谷育江
9月9日生まれ / 乙女座 / 身長132cm / 体重28kg / 血液型はAB型
マッハプテラおよびゴウザウラーのレーダー担当。赤毛の長髪を髪留めで留め、白いシャツとオレンジのジャンパースカートを着用。拳一から「弱虫3人組」と言われていた女子の中でも、特に大人しい1人で気が弱く泣き虫。しかしその涙がザウラーズの危機を救ったこともある（第5話を参照）。小6にしてはかなり背が低めで、体型もエリーから「幼稚園児と同じ」と言われた。柔道大会の一件から、当初は怖がっていた金太に興味を持ち始め、夏休み中自分から会いに行くなど、次第に仲良くなった。
前述の通り、「浩美の母とユカの父親が結婚して、浩美と姉弟になる」シナリオが用意されていたが没となった。家族関係に関しては劇中で明かされず、恐竜時代に行った際はエルドランに「パパとママに会えるの？」と聞いていた。
田辺 久美子（たなべ くみこ）
声 - 高乃麗
5月10日生まれ / 牡牛座 / 身長145cm / 体重37kg / 血液型はA型
ランドステゴのレーダーおよびゴウザウラーのメカニック担当。おでこを出した頭にカチューシャをつけ、白に近い紫のワンピースを着ている。通称「クーコ」。「弱虫3人組」と呼ばれていた中の一人。保健委員で常に絆創膏を持っている、優しくて大人しい感じの子。第3話では失神したエリーにかわって短時間だがランドステゴの操縦席に着く。浩美は彼女をモデルにした漫画を描こうとした。
山本 春枝（やまもと はるえ）
声 - 林原めぐみ
12月24日生まれ / 山羊座 / 身長151cm / 体重43kg / 血液型はA型
ランドステゴの動力およびゴウザウラーの第2動力室担当。ジト目で寝ぐせのついたモコモコの頭で緑のシャツと青い長ズボンを着用。弱虫3人組の一人。女子の中では一番背が高く、このことが彼女のコンプレックスの原因だった。無口で弱虫で臆病で引込思案な性格もこのコンプレックスに起因する。臆病で引込思案でポーカーフェイス、更に反応遅延(鈍臭い)。ユカやクーコ、他の乗客と共に機械化獣と化したバスに閉じ込められた際乗り込んで来たギーグと最初に接触した。当初あまりの無反応ぶりにギーグは存在すら気づかずに逆に驚くが、ただ単にワンテンポ遅れていただけだった。雨の日にびしょ濡れになった彼女を見たボンが美少女と勘違いし大騒動になったこともある。
佐藤 明美（さとう あけみ）
声 - 梁田未夏（9話まで）→篠原あけみ
2月12日生まれ / 水瓶座 / 身長142cm / 体重36kg / 血液型はB型
サンダーブラキオの動力およびゴウザウラーの通信担当。黄色いシャツとスカートを着用。全然見分けがつかない程そっくりな、一卵性双生児の姉妹の姉の方。通称「ワン(1)」。明るくて、よく喋る。エリーと仲良し。
佐藤 晴美（さとう はるみ）
声 - 梁田未夏
2月12日生まれ / 水瓶座 / 身長142cm / 体重36kg / 血液型はB型
サンダーブラキオのレーダーおよびゴウザウラーの通信担当。姉同様黄色いシャツとスカートを着用。明美の双子の妹。性格などは姉と同じで違うのは声のみ。通称「ツー(2)」。姉妹ともお互いにテレパシーを持っており、ワンとともに双子ならではの超能力（?）を見せたことも。しかし、その後超能力は発揮せず、教授に言わせれば「ただの偶然だった」らしい。
藤吉 雅夫（ふじよし まさお）
声 - 新田三士郎
6月10日生まれ / 双子座 / 身長145cm / 体重50kg / 血液型はO型
マッハプテラの武器およびゴウザウラーの第2動力室担当。肥満体でおかっぱ頭、緑のシャツを着ている。通称マーボー。のんびりとした性格でいつも何か食べていて、五郎に注意されている万年欠食児童。食べ物が絡むと、凄まじいまでの行動力を発揮し温泉旅行で賭けの景品のお菓子食べ放題を目当てに、エリーにブラジャーしているかどうかをストレートに聞いたことがあるが、怒った彼女にビンタされてしまう。ひどい風邪を引いていたときでも、給食目当てに登校していた。恐竜時代では食い意地が張ったあまり、孵化寸前の卵を強奪してきたがその卵の中からかえったチビ助になつかれる。本人曰く「お腹の空かない仕事がしたい」（3話）。
大山 育代（おおやま いくよ）
声 - 上村典子
10月21日生まれ / 天秤座 / 身長145cm / 体重45kg / 血液型はO型
マッハプテラの動力およびゴウザウラーの第1動力室担当。おでこを出したツインテールでオーバーオールを着用。飼育委員所属のふくよかな子。動物が好きで、ゴウザウラーに迷い込んだ仔猫を救おうと人一倍頑張る。救出した仔猫にミーコと名付け自宅で飼う。また夏休み・冬休み中は教室で飼育しているイグアナのダイちゃんを自宅に持ち帰っている。おおらかで面倒見の良い性格。マーボーとは気が合うようで、大食い大会に参加するマーボーに付き合ったり、夏休みに自宅で会ったりしていた。

### ザウラーズを支える人々
中島 辰男（）
声 - 新田三士郎
10月4日生まれ / 天秤座 / 身長172cm / 体重67kg / 血液型はO型
春風小学校6年2組ザウラーズ担任。26歳独身。やや頼りない部分もあるが、教育熱心でザウラーズ全員から慕われている。また、自分が無力であることを承知しながらも、危険を顧みずザウラーズを応援したり、キングゴウザウラーをエンジン王の攻撃から庇ったりもした熱い面も持っており、こういった行動にエンジン王が強い興味を示した。弥生先生に惚れており、6年1組の高木先生とは生徒の教育方針や弥生先生をめぐり反目している。親戚に温泉旅館「中島屋」の女将がおり、第24話ではザウラーズ、高木先生、弥生先生を連れて、温泉旅行に訪れた。
高木 俊雄（）
声 - 島田敏
8月26日生まれ / 乙女座 / 身長180cm / 体重74kg / 血液型はA型
春風小学校6年1組担任。規則重視の教育理念からザウラーズのメンバーとは仲が悪く事あるごとに衝突している。容姿はそれなりに良いが、中島先生とも弥生先生を巡ってかなり大人気ない衝突をしている。が、生徒思いなのは確かで、32話ではザウラーズと運動会の決着をつけられずに落ち込む自身のクラスの生徒である北島を慰めたり、終盤で学校と中島先生が機械化されて意気消沈するザウラーズを叱咤激励するなど教師らしい姿も見せている。
弥生 由里（）
声 - 天野由梨
12月3日生まれ / 射手座 / 身長162cm / 体重54kg / 血液型はAB型
春風小学校6年3組担任。優しく、穏やかな美人で中島先生や高木先生、洋二が憧れる人。理想の男性像は「頼りがいのある年上」。大学時代にコンピュータを学んでいたことから、キングゴウザウラーの合体プログラムにも協力した。
北条 千代乃（）
声 - 上村典子
5月30日生まれ / 双子座 / 身長165cm / 体重64kg / 血液型はA型
春風小学校校長先生。52歳。学校のことを常に一番に考えるそのためザウラーズ出撃時に「わ、私の学校が…」と言って失神するのがお約束。そのときなぜか高木先生のほうに倒れることが多い。体育館には彼女の恩師が書いた書『真実一路』が掲げられているが、拳一たちに壊されたことも。少々頭が固く口うるさいがザウラーズを信頼しており、最終回、「ゴウザウラーの卒業式をしたい」というザウラーズの願いを快諾してくれた。
北島 博子（）
声 - 伊藤美紀
6年1組のリーダー的存在。最初はザウラーズに対する妬みもあってザウラーズとは仲が悪かったが、運動会での綱引き対決を通じて友情を深めた。それ以後、中島先生救出時に大人たちに奪われたザウラーブレスを取り返すなどザウラーズを陰ながら支える。
拳一の両親
声 - 青森伸（父親）、大谷育江（母親）
健一の両親で「峯崎スポーツ」を経営。第33話では、拳一のテストの点数の悪さに怒った母親が「赤点続きなら小遣い無し」と言い出し、父親も頭が上がらない様子を見せた。
立花 小夜子（）
声 - 佐久間レイ
浩美の母親で医者。性格はワイルドでボーイッシュだが、大雑把で家事全般が苦手であり、そのためか大抵は息子の浩美が家事をやっている。その分医者としての腕は確かで、拳一の盲腸の手術を行ったこともある。
武田（）長官
声 - 西村知道
8月20日生まれ / 獅子座 / 身長166cm / 体重71kg / 血液型はB型 / スリーサイズB92 W102 H118/ 趣味 - 盆栽 / 特技 - クレー射撃 / 好きな食べ物 - 刺身 / 嫌いな食べ物 - さやえんどう
防衛隊長官。前2作より引き続いての登場で、本作品ではより詳細なプロフィールが付与された。また本作品において、エルドランのロボット（マッハプテラ）に乗り込んだこともある。大人としての立場からザウラーズにあまり協力的ではないが、子供たちの持つ勇気や強さはよく理解している。機械化された物質をもとに戻す「物質復元装置」の開発に成功し、拳一の体を元に戻したり、機械四天王に機械化されて出撃できなくなった小学校の校舎を戻し反撃の機会を作るなど、シリーズ始まって以来の活躍も物語終盤では見られた。
武田 桂（）
武田長官の娘。前作から引き続いての登場で、作中では第19話で一瞬彼女の姿が確認できる他、第20話では長官が「ワシの娘がデザインした」といった戦車が登場した。
トオル
声 - 長沢直美
ジュニア・ザウラーズのリーダー。友人のサトシ（声 - 紗ゆり）、ノブオ（声 - 大谷育江）と共にザウラーズに憧れている。拳一達が使っていた秘密基地を発見し、自分達の基地にしていた、その後正式に拳一から基地を譲り受ける。第34話の総集編においても再び登場。
エルドラン
声 - 島田敏
年齢 - 地球と同じ / 身長 - 190cm / 家族構成 - 父なる大地、母なる海、兄弟たる大気 / 趣味 - 平和な時を過ごすこと /  特技 - 地球を守る子供を見つけること / 好きな食べもの - 澄んだ空気 / 嫌いな食べもの - 邪悪な空気
地球を守る戦士。本作品ではより詳細なプロフィールが付与され、恐竜時代を守るためザウラーズにロボットを託す。前2作とは異なり、第1話で彼と遭遇したのは拳一、しのぶ、浩美の3人のみ。以降新しいロボットが現れる度にパイロットとなる子供（金太と洋二）の前に姿を現すが、ザウラーズ全員の前に姿を現したのは第40話が初めてとなる。最終回ではキングゴウザウラーと共に空へ旅立っていったが、その際元となった校舎まで持っていってしまった。

## メカニック
ザウラーブレス
ザウラーズ18人全員に与えられた、ブレスレット型の通信機。本体は恐竜の頭を模した形状となっており、その口を開くことでモニターが露出し、通信相手の顔やザウラーメカの情報が映し出されるようになっている。また、複数人による同時通信も可能である。
ザウラーチェンジャー
各ザウラーロボのメインパイロット（拳一・金太・洋二）に与えられた特殊端末で、普段は腰に携帯している。ザウラーロボの変形合体や必殺技を実行する際に使用され、中でも必殺技を繰り出す際にはガンモードに変形させた上で用いられる。
ザウラーマシン
ザウラーロボのパイロットが使用する、移動用のマシン。ザウラーズが出動する際、パイロットは6年2組の教室からシューターを経由、パイロットスーツを装着しつつ各自のマシンに乗り込み、廊下を通ってそれぞれの待機室へと向かうようになっており、ザウラーフォーメーションでザウラージェットが分離するのに合わせて、射出されたマシンが各機のコックピットへとドッキングする。
ザウラーバイク
拳一が使用するオートバイ型のマシン。主にマッハプテラへの搭乗に使用される。
ザウラーカート
ひろみが使用するカート型のマシンで、ザウラーブレスを介しての遠隔操作も可能である。主にランドステゴへの搭乗に使用されるが、第31話ではひろみがクーコの危機を救う際にカートを活用している。
ザウラーサイド
五郎としのぶが使用するサイドカー型のマシン。分離機能が搭載されており、サンダーブラキオへの搭乗の際に五郎の乗る本体と、しのぶの乗るサイドカーとが分離するようになっている。ロボへの搭乗の他、ザウラーズのメンバーを迎えに行く際に活用されることもある。
ザウラージャイロ
金太が使用するマシン。防衛隊により、北極にてその存在が確認されたもので、現地に駆けつけたザウラーズのブレスに反応してその姿を現した。
ザウラークラフト
洋二が使用するマシン。他のザウラーマシンとは異なり、グランジェット発進の際にはプールサイドから飛び出し、ジェットのコックピットへとドッキングするようになっている。また、グラントプスのトリケラホーンと同様に、鎖付きの角を発射する機能も搭載されている。

### ザウラーロボ
マッハプテラ

プテラノドン型のザウラーロボ。出動の際にはパイロットがザウラーバイクを利用してコックピットへと移動し、戦闘機のようなレバー操作によって操縦を行う。メインパイロットは拳一であるが、後述の各ザウラーロボも含めて他のメンバーによる操縦も可能となっており、実際に作中では教授が本機を操縦したこともある。
翼竜プテラノドンの能力を受け継ぎ、ゴウザウラーを構成する3体のザウラーロボの中では唯一飛行能力を有する機体でもあり、その推力の高さを活かしてサンダーブラキオの運搬を行ったこともある。また、軽量な分パワーと防御力は劣るものの、その分機動力を活かした攻撃性に優れており、主な武装として両翼に備わった爪から撃ち出す「ブリットバルカン」、足先からチェーン付きの爪を射出する「トライアンカー」、トサカをブーメランの要領で飛ばす「ローリングヘッダー」を備えている他、両翼も強力な武器として機能し、そこから衝撃波を発する「ショックウェーブ」や、翼で敵を切り裂く「プテラスライサー」といった技も繰り出すことができる。

ランドステゴ

ステゴザウルス型のザウラーロボ。出動の際にはザウラーカートを用いてコックピットへ移動し、ハンドル操作によって操縦を行う。メインパイロットはひろみが担当する他、作中ではエリーやクーコが操縦を行ったこともある。
剣竜ステゴザウルスの堅牢さを踏襲し、守備力に優れた重装甲の機体であり。脚部を収納することでホバー走行も可能となっている。主武装として、左右の頬から発射する強力ミサイル「ステゴランチャー」や尾の先に配備されたキャノン砲「テールアパッチ」、背びれをブーメランのように飛ばす「フィンカッター」を装備。このうち背びれは、設定上では妨害電波も発信可能な全天候型の「ランドレーダー」としても使用可能とされる。これら以外にも、前述した重装甲やホバー走行を活用しての体当たりを繰り出すこともできる。
- ゴウザウラーの各メカのモチーフの組み合わせ、それに合体ギミックが概ね決定稿に近づいた時点でのデザイン画稿の中には、ステゴザウルスとブラキオサウルスの位置が上下逆とされているものも存在する他、さらにそれ以前のデザイン案ではステゴザウルスの背部を、ロボット形態での手持ちの銃とするアイディアも提示されている。

サンダーブラキオ

ブラキオサウルス型のザウラーロボ。作中で拳一たちの前に初めて姿を現したザウラーロボでもあり、彼らを救うとともに恐竜時代のエルドランの元へと導いた。前出の2機とは異なり、操縦者と火器管制が分担されており、コックピットにメインパイロットのしのぶが、砲座に砲撃手の五郎がそれぞれ搭乗する。
雷竜ブラキオサウルス譲りの巨体を有し、パワーと火力に優れた重量級の機体であり、ランドステゴと同様に脚部を収納してのホバリングを可能とする。武装としては、口内から発射する拡散ミサイル「ブラキオニードル」と、背部の「サンダーキャノン」を備えており、この他にも長い尾を振るって敵を打ちのめす「テールアタック」や、前述のホバリング機能を活かした体当たりも得意としている。
- 後部の砲塔は、デザイン画稿によっては4連装とされているものもあり、これをロボット形態で武器として用いる形として想定されていた。

ゴウザウラー

3機のザウラーロボが、「熱血合体」することにより完成する巨大ロボ。合体の際には、まず拳一が「ゴウザウラー、熱血合体!!」の号令とともにザウラーチェンジャーを操作することで、各ザウラーロボが合体態勢に移行。変形した各機が空中で合体フォーメーションを取った後にドッキング、展開した胸部内から頭部が現れ合体を完了する。
機体にはザウラーズの全メンバーが搭乗し、それぞれのポジションを受け持つことで動かされるようになっており、メンバーが欠けた場合動かすこと自体は可能であるものの、その能力は低下してしまう。また、各ザウラーロボのメインパイロットたちは、頭部の目の奥に備わったメインコックピットから機体の操縦を行い、中央の座席に拳一、右目側にしのぶ、そして左目側にひろみがそれぞれ着座する。作中では彼ら3人の他、金太と五郎が操縦したこともあった。普段、春風小学校の校舎に融合している都合上、機体内部には保健室や家庭科室、それにトイレといった設備も存在する。
- ゴウザウラーのデザインは、トミーから提示された図面やスチロール製のモックアップを元に、城前龍治が外観を描く形で作業が進められているが、頭部のデザインについてはトミーのオリジナルであるという。また、デザイン作業には城前だけでなく、トミーにて『ゾイド』を手がけていたデザイナーも携わっており、デザインにウエポン的なテイストが含まれている理由の一つもこれが関係しているとされる。
- 各メカのモチーフの組み合わせは、実際に採用されたプテラノドン・ステゴザウルス・ブラキオサウルスの他にも、ブラキオサウルスをトリケラトプスに変更したものも存在する。また、合体ギミックは当初プテラノドンが頭部から大腿部までを、残りの2体が左右の足をそれぞれ構成する形とされ、デザイン作業の進展につれて決定稿とほぼ同様の形へと落ち着いた。

武装・技
主武装として、必殺剣の「ザウラーブレード」と盾の「ザウラーシールド」を装備。このうちザウラーシールドは、ランドステゴの背面の甲羅が変形したものであり、8枚の背びれを展開することで「シールドビーム」を発射可能な他、敵へと投げつける「スピンブーメラン」としても活用することができる。
シールド以外にも、マッハプテラの爪で敵の装甲を貫く「ザウラーバンカー」、サンダーブラキオの砲塔から繰り出す「ザウラーキャノン」、それに両翼の爪からのブリットバルカンなど、合体前の各機の武装を転用した攻撃も可能としている。この他、胸部からはクリスタル状の武器を形成し、右手でのパンチで敵に叩き込む「ザウラーボンバー」や、帯状の「ウォータービーム」を繰り出すこともできる。
そして前出のザウラーブレードを振るって繰り出すのが、必殺技の「ザウラーマグマフィニッシュ」である。技を発動する際にはまず、ガンモードに変形させたザウラーチェンジャーから光弾を上空へと発射し、それを呼び水として雲間から光が降り注ぐとともに、ゴウザウラーの周囲でマグマが噴出。そこから飛び出してきたブラキオサウルスとステゴザウルスの咥えたブレードとシールドを手に取った後、同じくマグマの中から現れたプテラノドンが口から放つショックウェーブで、機械化獣との間に形成されたマグマの道をブースター全開にして突撃、敵の頭上から振るったブレードで一閃するといったプロセスが取られる。また、技を受け機械化獣が爆砕すると、シールドを突き上げ「熱血最強ゴウザウラー！」と勝利の雄叫びを上げる。

ザウラージェット

ゴウザウラーの飛行形態。
ザウラーズが出動する際、春風小学校の校舎の一部が変形し完成するもので、その際にはまずエリーの号令とザウラーブレスの操作により、6年2組の教室を中心に校舎が四角錐状へと組み替えられ、さらに外壁が反転することによりザウラージェットとしての姿を現す。ザウラーズはこの形態で現地に急行した後、パイロットである五郎の「ザウラーフォーメーション」の号令とともに、3機のザウラーロボへと分離して敵と交戦。その後にゴウザウラーへと合体して決戦に臨むのを基本としている。
あくまでも移動目的の形態であるがゆえに、基本的には武装は少ないものの、サンダーブラキオのキャノン砲を転用した「ジェットキャノン」や、機首に装備された「ジェットバルカン」、それに前出のブリットバルカンを使用可能で、第7話では体当たり技の「ザウラージェットアタック」によって、機械化獣を撃破せしめたこともある。
- ゴウザウラーを構成するメカが、前述の通りプテラノドン・ステゴザウルス・トリケラトプスの組み合わせであったデザイン案では、ジェット形態もロボがうつ伏せとなった状態に機首として、プテラノドンの頭部を取り付ける形とされていた}。

マグナティラノ

ティラノサウルス型のザウラーロボ。6,400万年前の火山のマグマの中から発見された機体で、金太の捨て身の活躍によって復活した後、彼がパイロットとして操縦を担当するようになる。
暴君竜ティラノサウルスのパワーを受け継ぎ、恐竜形態でも高い戦闘能力を発揮する機体であり、また後述するように単体での人型形態への変形機構を備え、背面から展開するバーニアでの飛行も可能とするなど、前出の3機とは一線を画したザウラーロボでもある。主武装として、胸部からビーム弾を放つ「ティラノスマッシャー」と、口からの火炎放射「ティラノファイヤー」を装備。また、尻尾から繰り出す連打や、超腕力によるツメ攻撃、かみつき攻撃も得意としている。

マグナザウラー

マグナティラノが変形し完成する巨大ロボ。変形時のキーボイスは、当初は「熱血進化」が使用されていたが、グランザウラー登場後の第30話より「熱血変形」へと変更されている。パイロットは変形前と同様に金太が担当するが、作中では洋二と五郎も操縦したこともある。また、コックピットのレイアウトは変形に伴い変化している。
マグナティラノ時の尾が変形した大型キャノン砲「マグナショット」を、両肩に備えたスタイルが特徴で、これ以外にも胸部からはマグマのパワーを秘めた強力剣「マグナブレード」を取り出し使用できるほか、同じく胸部から撃ち出すクリスタル状ビーム「マグナボンバー」を攻撃手段とする。
ゴウザウラーと同じく、普段は春風小学校の校舎と融合しており、機体内部には保健室が存在する。
マグナバスター
マグナザウラーが、「熱血武装」のキーボイスにより変形した巨大砲台。ゴウザウラー背面に合体することにより、機械化獣を粉砕するだけの絶大な威力を発揮する「ザウラー・ビッグ・バスター」を放つことができ、発射の際にはコックピットの天井から専用の発射装置が展開するようになっている。ゴウザウラーに合体せず、マグナバスター単体での発砲も可能であるが、その場合は発砲後の姿勢制御が取れないという難点も発生する。

スーパーザウラージェット

ザウラージェットに、マグナバスターが装着された状態で、マグナザウラー投入後の基本形態でもある。正式名称は上記のとおりだが、作中ではこの形態が登場した後も一貫して「ザウラージェット」と呼称されている。
マグナバスターの砲塔（ジェットショット）は折りたたみ可能で、さらに合体によってパワーがプラスされたことにより、大気圏離脱までもできるようになった。

グラントプス

トリケラトプス型のザウラーロボ。
角竜トリケラトプスのフォルムを有し、ランドステゴなどと同様に脚部を格納してのホバー走行ができる他、口から噴き出す高熱火炎「トリケラファイヤー」や背中に設置された2門のビーム砲「トリケラキャノン」、四足の付け根から発射される「グランミサイル」といった武装を備えている。また頭部の2本角からも、「トリケラアロー」と呼ばれるビームを発射可能な他、角自体を射出し本体と繋がった鎖で敵の動きを封じる「トリケラホーン」としても活用される。
エルドランより与えられた最後のザウラーロボであるグラントプスであるが、同時に地球人の開発したメカ、すなわち後述の「ボウエイガー」を母体としており、トリケラトプス型のフォルムも同機から受け継いだものである。
ボウエイガー
ザウラーズの協力の元、防衛隊が建造した恐竜型ロボット。設計者である教授と秀三が開発した永久機関を動力としているほか、この2人から提供されたゴウザウラーのデータもフィードバックされており、鼻の横から放つミサイルで武装している。また将来的には、ジェットや人型への変形機構の追加も予定されていた。
完成の後、操縦者を巡って武田長官と教授との間で意見が別れ、教授の推薦する洋二と長官による操縦勝負の末に長官がこれを制するも、初陣となったハイパーデスボルトとの戦闘の最中に永久機関が停止し稼働不能となった上、ハイパーデスボルトによって機械化獣にされてしまう。この窮地を打破すべく、ゴウザウラーが動きを抑え込んだ際に生じた隙をついて、洋二がコックピットへと乗り込み機体のコントロールを奪還するものの、ハイパーデスボルトの攻撃で地割れへと落下。その際、数多の恐竜が眠る地中の奥深くにてエルドランと邂逅し、彼によってグラントプスへと新生するに至った。

グランザウラー

グラントプスが、「熱血進化」のキーボイスにより変形し完成する巨大ロボ。命名は教授によるもので、大地の中から復活した「大地の使者」の意味が込められている。コックピットは他の2体と同様に頭部の目の奥に配置され、変形前と同様に洋二がパイロットとして操縦を担当。彼以外にも、作中では拳一と五郎が操縦を行ったこともある。
前出の2体のロボを凌ぐパワーと、3段変形機構とを備えた最新鋭のメカであり、専用の薙刀「ビッグランサー」と、グラントプスの頭部を転用した「トリケラシールド」を主武装とする他、肩とスネには大型ミサイルランチャーの「グランショット」も配備。また、胸からもブーメラン状のクリスタル弾「グランボンバー」を生成することができる。必殺技はビッグランサーを振るって繰り出す「ザウラーグランドスラッシュ」。
他の2体のロボと同様に、グランザウラーも普段は春風小学校の体育館と融合しており、機体内部には体育用具用の倉庫も存在する。

グランジェット
グランザウラーの飛行形態。出動時には体育館が変形して発進態勢へと移行し、パイロットの洋二を乗せたザウラークラフトがドッキングした後に離陸。これに続けてスーパーザウラージェットが発進するのが、グランザウラー加入後の基本的な出動パターンとなる。

キングゴウザウラー

ゴウザウラーを始めとする3体のザウラーロボが、「超熱血合体」することにより完成する超巨大ロボ。
キングゴウザウラーは、合体機械化獣の登場という事態を受け、その対抗策として教授の考案により合体プログラムが編み出されたもので、当初の合体テストこそ大失敗に終わったものの、その後紆余曲折を経てプログラムが完成し、超熱血合体を成功させるに至った。
合体の際には「キングゴウザウラー！ 超熱血合体!!」の号令により、まず上空へと飛び上がった3体のロボがパーツ単位に分離。その後ゴウザウラーの脚部にマグナザウラーのパーツが、同じくゴウザウラーの腰と両腕にグランザウラーのパーツがドッキングしたのを経て、各部位が順次結合していき、グラントプスの頭部が兜を展開しつつ胸部に合体することで一連のプロセスを完了する。この時、ザウラーズ全員がそれぞれ所定のポジションに正しく就いている必要があり、メンバーの誰かが欠けている、もしくは異なるポジションにいる場合は合体すらできないというデメリットを有する。
装備・技
主武装として、両肩に2門ずつ配された「キングバズーカ」と、両足側面に設置された「キングショット」といった強力な火器を搭載し、これらを含めた全身の火器を一斉発射する「キングスパルタン」は必殺級の威力を発揮する。また、胸部の3本の角からも「キングタイタン」と呼ばれる破壊光線を発射することができる。
この胸部から噴き出す炎で地面を割り、地下のマグマの中から浮上するのが、必殺武器であるクリスタル製の大剣「キングブレード」である。これを振るって繰り出す「ザウラーキングフィニッシュ」は、まず拳一たちのザウラーチェンジャーが撃ち出した光弾を呼び水に、上空から降り注いだ光の柱によって生じた大地の割れ目から恐竜たちの魂が出現し、これが機械化獣を拘束。それに続けて前述のプロセスでキングブレードを呼び出した後、機械化獣へと肉薄し逆袈裟がけに両断する必殺の一撃である。こちらもゴウザウラーと同様に、技を決め機械化獣を撃破した後にはブレードを大地に突き立て、「熱血最強キングゴウザウラー!!」と勝ち名乗りを上げる。

ガクエンガー
全長：82.3m / 重量：518.5t
物語最終盤にて登場した超熱血最強ロボット。エルドランが与えた新たな力により、キングゴウザウラーに春風小学校の全校舎が合体したもので、武器として振るう巨大剣は巨大ボルトロボ軍団を粉砕し、両肩や両脚それに腰の追加装甲からは、キングランチャーを上回る強力なミサイルを発射。さらに前腕部を飛ばしての攻撃も可能とする。
機体内部には、防衛隊が開発した「物質復元装置」も収納されており、そのパワーを増幅し放射する復元光線は、地球へぶつけられようとしていた月を元に戻すのみならず、機械化されていた全太陽系までも完全復元せしめた。直後の機械神との最終決戦にもこの姿で臨み、敵の攻撃によって大破するものの、核となっていたキングゴウザウラーは無傷で済んだ。
- ガクエンガーは城前ではなく、やまだたかひろがデザインを手がけているが、これについてやまだはゲストメカ扱いだったからなのではないかと後に振り返っている。準備稿では、レザリオン（『ビデオ戦士レザリオン』）を彷彿とさせる出で立ちで描かれており、頭部両脇の張り出しには校旗の掲揚台が設けられる形とされていた。

## 機械化帝国
機械神
声 - 青森伸
機械化帝国の主。推定年齢5億歳。エンパイア座。全宇宙機械化を目論む。本来は地球の遥か彼方にあった惑星の機械で、その星の文明が戦争で滅んだその原因を「心」と判断し、宇宙を機械で満たし「心を持つ者」を宇宙から排除せんとする。そのため、機械が「心」を持つことを極端に嫌う。外形はロボットになったエルドランとも言えるものであり、顔が凶悪であることや紫のカラーリング以外は共通している。
最終決戦では一度はキングゴウザウラーを操り、春風町を機械化させていくが、機械化されながらも心までは消えなかった人々の声援に勇気付けられたザウラーズにキングゴウザウラーを奪還され、ガクエンガーに姿を変えたキングゴウザウラーにより太陽系を元に戻されてしまう。ガクエンガーに猛攻を仕掛けて破壊するも直後にキングゴウザウラーのザウラーキングフィニッシュを受けて敗れ去った。
歯車王
声 - 菅原正志
身長2.48m / 体重480kg / 出力8.800hp
機械王の一人。9800歳で、精神年齢は人間に換算すると20代。ギアリキッド型。冷酷かつ短気。ギーグが作り出した機械化獣を「巨大改造」し、自ら操縦する。右目から発射される赤い光線と回転のこぎりのような手が武器。
キングギア
歯車王が敗れ去った機械化獣の残骸と融合、自らを機械化獣と化した姿。歴代機械化獣の特殊能力が使用可能。最大の特徴は自分の心臓を組み込んだ機械化城の動力炉が姿を変えた隕石の効果による再生能力。度重なる失敗で機械神から処刑を宣告された歯車王はザウラーズを地獄への道連れにすることを決心し、キングギアとなり、ザウラーズと交戦。隕石を破壊されたことで再生不能になり、ザウラーマグマフィニッシュを受けて敗北。残骸同然になりながらも戦おうとするが、電気王に処刑された。
ギーグ
声 - 青森伸
歯車王の部下。350歳。ガラクタ座。壊れた機械を機械化獣に変える能力があり、主に電化製品の機械化獣を作り出す。帽子を被っており、そこから触手を伸ばして対象物を機械化する。帽子の下の防水加工は施されていない。歯車王亡き後、電気王に取り入ろうとするが、彼の軽蔑を買ってデスボルトに握り潰される。総集編で蘇り、機械化獣制作と同じ手順で再生させた二頭身の歯車王と電気王を部下にした。また、年始の総集編では機械神に化けるなどしている。驚くたび首が外れる。「ギリギリ」「ガショーン」が口グセ。
電気王
声 - 佐藤正治
身長2.65m / 体重395kg / 出力12.600kW
歯車王の地球機械化侵攻に業を煮やした機械神が派遣した機械王。0歳ではあるが、精神は人間年齢に換算すると30代前後。着任早々、歯車王とギーグを粛清した。「作戦や小細工は不要」「力こそが全て」という武人的思想の持ち主。それゆえにザウラーズを直接攻撃する機会があっても、あくまでもゴウザウラーを倒すことにこだわり、直接攻撃を潔しとしなかった。一方でザウラーズと直接対面した時に「ゴウザウラーに乗っていないお前たちは無価値」と言い放ち、人間の兵器を見下すなど傲慢な部分が見られる。ギーグとは異なり、故障していない正常な機械でも機械化獣にすることが可能。地球の兵器を機械化獣に「巨大発動」し、自らも専用機デスボルトに直管蛍光灯型に変形して乗り込み戦う。
デスボルト
電気王専用戦闘ロボ。召喚の呼びかけに応じ機械化城から一瞬で到着、電気王は蛍光灯に変形し口にある操縦席で動かす。22話でゴウザウラーのウォータービームで右腕を破壊されたため、23話で強化腕に換装する。デザインのヒントは（漫画において）感電し骨格が透けた人間。
- 全高:47.6m
- 重量:146.0t
- 最大出力:620000馬力
- 最大走速度:920.0km/h
- 最大飛行速度:M6.4
- 武器
  - ボルトソード
  - ボルトアロー
  - ボルトスパーク
  - ボルトブレスター

ハイパーデスボルト
機械神に自身の戦いへの拘りを否定されたことや、24話のゴウザウラーとの戦いで重傷を負いこのまま帰還しても処刑されるだけだと考えた電気王が、二度と元の姿に戻れないことを覚悟の上でデスボルトと融合し、地球上の電気を吸収して生まれた機械化魔人。25∼26話のゴウザウラー・マグナザウラーとの戦闘で圧倒し自分の価値観が正しかったと酔いしれ、操縦が上手くいかず弱音を吐く洋二のグラントプスをも苦戦させるが、拳一らの叱咤で立ち直った彼の攻撃や、ボロボロのはずのゴウザウラーらの反撃を喰らい混乱。「人間どもには力よりも強い何かがあるというのか?!」と叫びグランザウラーの必殺技に倒された。

エンジン王
声 - 菅原正志
身長2.54m / 体重540kg / 出力24.400hp
電気王の後任として派遣されてきた機械王。精神年齢は人間に換算すると40代。獣型機械化獣で最強の機械を探し続ける。ギルターボを機械化獣と「巨大結合」させることができる。「です、ます」調で話すなど物腰は丁寧だが冷淡で、前任者たちを愚かと見下す。また裏では己の野心から機械神への反逆を目論み、ザウラーズの3体ロボのデータを執拗に集めていた。ギルターボとは、お互いに強い情愛の念で結ばれている。
37話の最強機械化獣ビーストカイザーの圧倒的パワーでキングゴウザウラーを追い詰めたものの、ザウラーズを応援するために戦場に姿を現した中島先生を侮蔑し殺そうとしたため子供たちの怒りを買い敗北したことから、機械神をも打ち倒す最強の力の鍵が「人間の心」にあると推理。中島先生を人質にすることによりザウラーズの怒りを煽り、彼らが生み出した心の力のエネルギーを奪い反逆を実行しようとしたものの、キングゴウザウラーから奪ったパワーを使うことができず、制裁のために現れた機械神（しかし有能だったエンジン王を当初は辺境宇宙への追放だけで収めようとした）に機械化城を乗っ取られ始末されかけ、ギルターボの捨て身の行為で命をつなぐ。
機械神に敵わないと自暴自棄になったエンジン王がギルダーボの弔いでキングゴウザウラーに戦いを挑むも、彼を説得しようとした中島先生の子供たちを守りたいという想いが、ギルターボが命を賭して庇った行為と同じ“心の力”だと気づきザウラーズと和解し共闘、地球を守るべく機械化城のコアを破壊する際、キングブレードの最大パワーでも出力不足と判断し、自分のエンジンのエネルギーを併せるために敢えて自分ごとキングゴウザウラーに攻撃させ、最期には人間の持つ心の素晴らしさに感動し、ギルターボへの謝罪の言葉を口にし落命した。
ギルターボ
声 - 安西正弘
エンジン王の愛機である機械巨人。意志を持っていて、エンジン王を「ファーザー」と呼ぶ。様々な情報や言葉の分析能力を備え、口から射出する「機械卵」を使って機械ならどんなものでも機械化獣にしてしまうことができる。エンジン王がコクピットに搭乗していない状態だと長時間の活動はできない。
中島先生を拉致して帰還中、彼に「心とは何だ?」と質問しエンジン王に未知の概念である心の解析を提案したが、心の力を奪うことしか考えていない彼に拒否され不安に感じる。月面で中島先生の生命を盾にしキングゴウザウラーと交戦し、ザウラーズの怒りを煽り心の力を吸い取ったものの重傷を負い、エンジン王に休息を命じられるが、機械神が放った報復ビームから逃げ遅れたエンジン王を彼が庇い、心を解析できたと言い残し死亡した。その後、残った頭部はメガキャッスルの破壊の際に発生した時空の穴で恐竜時代に流れ着き、原子王に回収されダークゴウザウラー製造に繋がってしまう。ダークゴウザウラー撃破後地球に天変地異が起きたなか、最終的には人類の祖先である齧歯類がギルターボの頭部に避難し彼らを守ることになった。
年始の総集編にて、機械神（に化けたギーグ）が、自動操縦で動く同型機と思しき機体を操っていた。こちらの機体は非常に弱く、ビーストカイザーに結合した後もたいしてザウラーズを苦戦させることもなく倒された。
- 全高:48.2m
- 重量:175.0t
- 最大出力:800000馬力
- 最大走速度:1080.0km/h
- 最大飛行速度:M7.1
- 武器
  - フィンガーミサイル
  - ブレード（高熱剣）

原子王
声 - 梁田清之
身長2.60m / 体重328kg / 出力36.500kW
6400万年前の地球に最初に送り込まれた機械王。エルドランによって後一歩のところまで追い込まれていたが、メガキャッスルの爆発で発生した「時空の穴」から首だけになって流れてきたギルターボに残されていたデータを元にダークゴウザウラーを作り出し、形勢を一気に逆転することに成功する。43話で地球に天変地異をもたらす機械、地球壊滅装置を完成させ地上の生物を滅ぼそうと目論んだが、教授の解体工作で装置を機能停止に追い込まれた。
ダークゴウザウラー
ギルターボの頭脳から得たデータを元に製造した、黒っぽいカラーリングの複製キングゴウザウラー。単純なコピーではなく、性能はオリジナルを上回る。キングゴウザウラーと全く同様の合体変形能力（「超熱血合体」に相当するコールは「超鋼鉄合体」。合体前の状態と合体後とではカラートーンが大幅に異なる）、武装を備えるが、オリジナル機体を忠実に再現したのが仇となり、弱点まで同じである。最期は原子王諸共、ザウラーキングフィニッシュで破壊された。
- 全高:70.8m
- 重量:366.0t
- 最大出力:2,500,000馬力
- 最大飛行速度:M15
- 武器
  - （キングゴウザウラーと同じだが、『スーパーロボット大戦NEO』では名称はダークからとなっている）

機械四天王（歯車大王、電気大王、エンジン大王、原子大王）
声 - 菅原正志、佐藤正治、菅原正志、梁田清之
破壊された機械化城の深層部で誕生した機械王たちの複製。外見や基本的な性格、口調はオリジナルと同一だが、全くの別人（劇中、歯車大王により明言されている）で、エンジン王の記憶も引き継がれず全員が機械神に絶対の忠誠を誓っている。巨大化することも可能で、歯車大王はキングギア、電気大王はハイパーデスボルトの姿に巨大変身している（原子大王だけは原子王同様巨大化せず）。最大の特徴は機械神の力がある限り、倒されようと何度でも再生できること。だが、最後は「無能な機械」として機械神に見限られ全員破壊されてしまう。
機械大王
声 - 菅原正志
機械四大王が「究極合体」した姿。ザウラーキングフィニッシュすら弾き返すなどケタ外れの性能を発揮するが、関節の隙間が弱点となっている。

### 機械化獣
マッドシャープ：巻島直樹
鉛筆削りがベース。肩からミサイルを撃ち出す。ザウラーマグマフィニッシュで倒される。
デッドビーム：佐藤正治
懐中電灯がベースになった機械化獣。戦闘形態では両腕からビームを放つ。この機械化獣で、初めての巨大改造が行われた。
キラーウォッシャー：島香裕
洗濯機がベース。触手から水を放水する。防水加工が施されていないギーグがなぜ無事に機械化できたのかは不明。
デスグロッグ：梁田清之
目覚まし時計を機械化獣化。鳴き声は「ジリリーン！」。超音波で物体を破壊する。10分以内に敵を倒さないと給食はなしだ！と宣言した高木先生と約束してしまい、撃破を焦るザウラーズに皮肉にも時間を表示し続けた。
バッドバースト
乗客が乗ったバスを機械化。春枝・クーコ・結花の三人組も巻き込まれた。
デビルキャッチャー：笹岡繁蔵
クレーンゲームがベース。内部の手榴弾で攻撃する。チョビが抱えていたクマのヌイグルミを執拗に狙う。
ヘルジャイガー
ヘリコプターがベース。マッハ6の速度で飛行。ザウラージェットアタックで粉砕。
ブラッドアイアン
アイロンがベース。アイロンがけの要領で地上を機械化した。
ラジオデンジャー
ラジオがベース。アンテナから機械を壊す電波を発射し妨害電波も放つ。アンテナが2対の剣・ロッドアンテナサーベルに変化し斬りつけてくる。しのぶがゴウザウラーの操縦を行い撃破した機械化獣である。
サタンドリラー：佐藤正治
電動ドリルがベース。鳴き声は「ドリドリギューン！」。様々なドリル系の武器が使える。
バイクレイザー
オートバイがベース。超高速走行が可能で、そのスピードに対処できないゴウザウラーを翻弄した。
シャドーシェーバー
電動シェーバーがベース。機械化した建物を削って飛ばした鉄粉でレーダーを無効化した。
ゴーストビジョン
テレビがベース。手のモニターから幻を映し出せる。
アイスクラッシャー
冷蔵庫がベース。町中を凍らせた。装甲の一部は氷。冷蔵庫モチーフの敵は3作品共通で出ている。盲腸で動けない拳一に代わり、浩美がゴウザウラーを操縦。撃破した機械化獣である。
バロンガーノン
防衛隊の砲台を変化させた、電気王が初めて生み出した地球製機械化獣。体中のいたる所からミサイルを発射する。ザウラービッグバスターで破壊される。設定画では砲台形態が存在し、書籍などにも掲載されているが、劇中では変形しなかった。
ガンドップラー
戦闘機から変化。戦闘機と擬似的な人型への変形ができる。
ゲーパルドン
防衛隊の試作戦車「ビューティータケダ一号」が変化。戦車砲を4門装備。
サドレイガー
軍事衛星から変化。口にあたるパラボラアンテナから機械化光線を発射。ザウラーズが初めて宇宙で戦った相手。
レドクーバー
防衛隊の潜水艦から変化。スクリューを高速回転させ渦巻きを作れる。家出した洋二が乗ったタンカーを飲み込みかけた。
ドグマホーク
ミサイルから変化。ゴウザウラーの行動パターンデータを組み込まれている。
バトルジーク
戦艦から変化した超大型の機械化獣。全身のあらゆる場所から砲撃を行う。また、体内に侵入したものを触手で締め上げてくる。
ボウエイガー
防衛隊によって開発された、同名の恐竜型メカが変貌させられた個体で、尾による殴打や体当たり、ミサイルといった攻撃手段を有する。額の中に残されたコックピットからの、有人操縦によるコントロールも可能であり、これが前述の通り洋二による機体コントロールの奪還、ひいてはグランザウラーの誕生に繋がることとなる。
オードロン
機械卵から生まれたエンジン王の機械化獣第1号。植物がモチーフ。両手からビームやミサイルを発射。
ガラジャーク
機械卵が電車を取り込んで生まれた。コブラがモチーフ。この機械化獣で、初めての巨大結合が行われた。
ミッドダロス
牛（ミノタウロス）がモチーフ。凄まじいパワーを持っている。キングゴウザウラーの初陣相手。
デッカード
強化前は馬（ユニコーン）、強化後はケンタウロスがモチーフ。防衛隊が機械卵迎撃のために打ち上げた高性能ミサイルを逆に取り込んで生まれた。
スクワーム
ムカデがモチーフ。機械卵が線路を取り込んで生まれた。体を節ごとに分離可能。
ウインガルーダ
鳥（ガルーダ）がベース。巨大な竜巻を起こせる。運動会の決勝に出現したため、ザウラーズの怒りの対象になった。
ケルベローター
地獄の番犬（ケルベロス）がモチーフ。エンジン王がこれまでのデータを元にして作った強化型の機械卵から生まれる。当初首は二つだけであったが、強化後はギルターボの首と併せて三つ首になる。
ブランドル
ハエがモチーフ。機械卵がカメラを取り込んで生まれた。口から溶解液を吐く。
オクトバルガー
タコがモチーフ。機械卵が石油コンビナートそのものを取り込んで生まれた。コンビナートに貯蔵されていた石油を使って火炎攻撃をする。
デッカードII
デッカードと同じ一角獣型機械化獣であるが、デッカードと違い、防衛隊のミサイルではないものがベースになっており、角が異なる。
ビーストカイザー
ライオンがモチーフ。エンジン王がこれまでザウラーズに倒された機械化獣9体を再生させた上で、再び倒させ、その残骸とギルターボを巨大結合させた。キングゴウザウラーを圧倒する能力をもつ。一般公募したデザインを基にしている。
メガキャッスル
機械化城を機械融合した機械化獣。エンジン王自身が巨大結合した。ザウラーズから吸収した心の力を原動力にしようとしたが、狙いが外れて出力ダウンしてしまう。最終的にはエンジン王の反逆を察知していた機械神に乗っ取られ、最大のピンチを招く。
ジャンキール
原子王がボルトロボと共にダークゴウザウラー開発以前より生み出していた戦士型機械化獣。ゴウザウラーを上回る巨体と飛行能力を持つ。右手の巨大な剣が主な武器であり、左手は打撃武器兼のランチャー、腰部にはミサイル、胸部に砲台が2門装備されている。この機械化獣はオープニング映像にて登場するものと同型であり、こちらでは配色が紫色となっている。
ボルトロボ
ボルトがモチーフ。原子王が恐竜時代制圧用に造り出した量産型機械化獣。胸の二連装キャノン砲を主体とし、右腕はマイナスドライバー、左腕は万力になっている。性能は高いわけではなく、恐竜たちにもやられる程だが、物量攻撃で補っている。第50話にも登場。
ハイパーボルトロボ
複数のボルトロボが分離・再合体した巨大機械化獣。ゴウザウラーとマグナザウラーを苦戦させるが、救援に駆けつけたグランザウラーのザウラーグランドスラッシュに倒される。

## 用語
春風町（）
物語の舞台である、緑が残る新興の町。町の周囲に海や山、工場地帯、高速道路、新幹線の線路など、ロボットアニメには好条件な環境が揃っており、春風小学校は町の中央部よりやや離れた、新幹線の線路そばに所在する。
ザウラーズ
地球を守る子供たちの防衛隊。命名は教授。
機械化帝国（）
悠久の時代からすべてを機械にしようとする集団。「全宇宙に鋼鉄の秩序を！」を掲げる。詳細なプロフィールが出ている者は機械神、歯車王、ギーグのみである。
機械化獣（）
惑星を機械化する機械王が繰り出すロボット怪獣。機械化能力を持つ。モチーフは機械王によって異なり、歯車王は電気器具、乗り物といった日常の機械類、電気王は兵器、エンジン王は生物を模す。前2作では、各回のゲストの敵メカが登場する際になされる字幕による名称紹介や、本編終了後の次回の邪悪獣や魔界獣の予告が存在したが、いずれも本作品では割愛されている。
機械王（）
惑星を機械化する機械化帝国の最高幹部。歯車王、電気王、エンジン王、原子王の他にも機械王が存在する。
機械化城（）
月の裏側を機械化して作られた、地球を含めた太陽系機械化の前線基地。着任してきた機械王によって外観や中のデザインが若干変わっていく。

## スタッフ
- 企画：サンライズ
- 原作：矢立肇（連載誌 - 『テレビランド』、『てれびくん』）
- キャラクターデザイン：兼森義則
- デザインワークス、サブメカデザイン：やまだたかひろ
- メインメカ原案：松村則義
- メインメカデザイン：城前龍治
- 美術監督：池田繁美（アトリエ・ムサ）
- カラーコーディネイター：甲斐けいこ
- 撮影監督：平田隆文
- 編集：笠原義宏
- 音楽：長谷川智樹
- 音響監督：山崎あきら
- 監督：川瀬敏文
- プロデューサー：池田朋之→岩田圭介（テレビ東京）・藤波俊彦（読売広告社）・内田健二・高森宏治（サンライズ）
- 原画：スタジオダブ、藳谷均、佐久間信一、中川研二、榎本勝紀、ソウルダブ、下笠美穂、入江泰浩、和泉絹子、服部憲知、小田真弓、中島美子、中谷誠一、佐久間信計、佐藤裕司、西村誠芳、木口寿恵美、伊藤裕子、山内貴美子、森悦史、中村プロ、大塚健、田島直、飯田宏義、林伸昌、中西修史、七海修、田中正弥、竹上貴雄、兵渡勝、田野光男、三橋三枝子、藤谷和宏、塚本哲哉、HAKK、アニメーション501、牧野行洋、石丸賢一、小川浩司、後藤雅巳、岡田和久、スタジオマーク、佐藤修、川添正和、名村英敏、水野悦明
- 動画チェック：スタジオダブ、岩長幸一、石井久志
- 動画：大谷美樹、菅原陽子、金上理恵子、南義昭、伊東伸高、ソウルダブ、小林博、赤坂理恵子、中谷マリ、中川信子、スタジオマーク、どんぐり、橋本りか、小田清己、山内薫、三木明美、中村プロ、亀谷恭子、本橋美穂子、客本亮一、原田伸之、熊坂径子、菅英也、鎌田信之、濱田敬介、小野澤雅子、佐藤房枝、足立みい子、高知屋みさ子、小川浩二、丸山顯、前原隆利
- 色指定：佐藤美由紀、福岡世樹子
- 仕上処理：前林文恵、マジックバス
- 特捜効果：干場豊
- タイトルリスワーク：マキ・プロ
- 仕上げ：エムアイ、西岡知保、今井亜津子、飯島理恵、千葉美智子、藤巻淳子、スタジオMAC、東弘巳、沢辺幸子、菊地和子、手嶋明美、守友裕乃、平出真弓、小林初美、村上智美、三浦悦子、水谷紀子、飛田ひろみ、アニメーションタイム、HANILプロダクション、WOOREEプロダクション
- 美術ボード：丸山由紀子、宮前光春、脇威志
- 背景：アトリエ・ムサ、鳴海博光、若松栄司、村里葉子、スタジオ・コボ、矢島洋一、獏プロダクション、西村康浩、今村立夫、前美智子、小谷隆之、グリーン、森川裕美、木村明美、大場ゆかり、別宮篤幾、和田札里、黒田淳一
- OP・END・DN作画:小林利充、城前龍治、村木靖、今掛勇、山口晋、宮田忠明、大河原晴男、鈴木勤、中田雅夫
- オープニングCGアニメーション 演出：森川滋、美術：池田繁美、背：甲斐政俊、CG制作：Q-Tec.Inc.、金谷光寛
- 撮影：東現アニメルーム、吉田正、伊藤謙一、小峰修造、田村寛、橫小路学、金子智洋、田村正人、内藤諒一、斉藤聡司、鎌田圭介、千葉英樹
- 編集助手：足立浩、永田真澄
- 音響制作：千田啓子
- 効果：蔭山満（フィズサウンドクリエイション）
- 調整：依田章良
- 録音：整音スタジオ
- 録音助手：杣澤佳枝
- 録音制作デスク：丸山智津子
- 録音制作：クルーズ
- 音楽プロデューサー：宿利剛、佐保歌名世
- 音楽制作：キングレコード、サンライズ音楽出版
- 現像：東京現像所
- 広報担当：栗原一路→久保夏実（テレビ東京）
- 音楽協力：テレビ東京ミュージック
- 制作デスク：池部茂
- 文芸制作：北嶋博明
- 設定制作：吉村章
- 制作助手：松尾友子
- 素材管理制作：市川幸彦
- 制作事務：田中久美
- 制作進行：竹内崇、村上健一、安川浩司、北村真咲、蔵田栄一、片山恵子、岡本英樹、慰斗谷充孝
- 制作協力：マジックバス
- 企画担当：平山理志
- 宣伝：森永美智子（スターチャイルド）
- 広報：辰巳真左美（サンライズ）
- アシスタントプロデューサー：高森宏治[注 11]
- 制作：テレビ東京・読売広告社・サンライズ
- 著作権表記：（C）サンライズ

## 主題歌・挿入歌
OP1「KEEP ON DREAMING」（第1話～第28話、第50話挿入歌）
作詞：松葉美保、作曲：西岡治彦、編曲：岩本正樹、歌：Seraphim
OP2「KEEP ON DREAMING <SAURERS VERSION>」（第29話〜 ）
編曲：手塚理、歌:SAURERS（高乃麗、林原めぐみ、天野由梨、島田敏、篠原あけみ）
ED「OUR GOOD DAY… 僕らのGOOD DAY」
作詞：島エリナ、作曲：工藤崇、編曲：大森俊之、歌：林原めぐみ
挿入歌「READY GO! 熱血最強キングゴウザウラー」
作詞：松葉美保、作曲：五島翔、編曲：手塚理
歌:SAURERS（高乃麗、林原めぐみ、天野由梨、島田敏、篠原あけみ）
イメージソング「Precious moment」
作詞・作曲：阿部かな、編曲：Seraphim、西山みどり、歌:Seraphim
イメージソング「GAZE AT TOMORROW」
作詞：安部法子、作曲：阿部かな、編曲：Seraphim、深瀬竜男
歌:Seraphim
イメージソング「ENDLESS DREAM」
作詞：崎村まり、作曲：阿部かな、編曲：Seraphim、深瀬竜男
歌:Seraphim
イメージソング「JUMP UP TOGETHER〈笑顔を見せて〉」
作詞：崎村まり、作曲：阿部かな、編曲：Seraphim、深瀬竜男
歌:Seraphim

## 各話リスト
- 1993年12月29日は休止。

| 放送日        | 話数 | サブタイトル                  | 脚本              | 絵コンテ          | 演出       | 作画監督     | 登場する敵                      |
| ------------- | ---- | ----------------------------- | ----------------- | ----------------- | ---------- | ------------ | ------------------------------- |
| 1993年 3月3日 | 1    | 出現!恐竜ロボ!!               | 川瀬敏文          | 河本昇悟 越智浩仁 | 越智浩仁   | 西村誠芳     | マッドシャープ                  |
| 3月10日       | 2    | 全員集合!ザウラーズ           | 川瀬敏文          | 湊屋夢吉          | 湊屋夢吉   | 山田きらさか | デッドビーム                    |
| 3月17日       | 3    | パイロットは誰だ!?            | 志茂文彦          | 青木康直          | 青木康直   | 佐久間信一   | キラーウォッシャー              |
| 3月24日       | 4    | 出動時間は10分間!             | 千葉克彦          | 湊屋夢吉          | 山口美浩   | 柳沢哲也     | デスグロック                    |
| 3月31日       | 5    | 地球最期の日曜日              | 川崎ヒロユキ      | 木村真一郎        | 木村真一郎 | 鈴木伸一     | バッドバースト                  |
| 4月7日        | 6    | 大逆転!ゲームの達人           | 荒木憲一          | 越智浩仁          | 越智浩仁   | 宇都木勇     | デビルキャッチャー              |
| 4月14日       | 7    | 電撃ザウラージェット          | 志茂文彦          | 谷口悟朗          | 谷口悟朗   | 山田きさらか | ヘルジャイガー                  |
| 4月21日       | 8    | 炎の海を乗り越えろ!           | 千葉克彦          | 河本昇悟          | 河本昇悟   | 藁谷均       | ブラッドアイアン                |
| 4月28日       | 9    | 決めろ!必殺ブレード           | 金巻兼一          | 日高政光          | 日高政光   | 小林利充     | ラジオデンジャー                |
| 5月5日        | 10   | オトコ涙の一本勝負!           | 川崎ヒロユキ      | 湊屋夢吉          | 湊屋夢吉   | 佐久間信一   | サタンドリラー                  |
| 5月12日       | 11   | 超電磁バリア大作戦!           | 荒木憲一          | 前島健一          | 前島健一   | 池田裕治     | バイクレイザー                  |
| 5月19日       | 12   | ピンチピンチの大決戦          | 千葉克彦          | 越智浩仁          | 越智浩仁   | 藁谷均       | シャドーシェーバー              |
| 5月26日       | 13   | ザウラーズTV大騒動            | 志茂文彦          | 谷口悟朗          | 谷口悟朗   | 山田きさらか | ゴーストビジョン                |
| 6月2日        | 14   | 緊急事態!戦う保健室           | 金巻兼一          | 河本昇悟          | 河本昇悟   | 佐久間信一   | アイスクラッシャー              |
| 6月9日        | 15   | 独占!ザウラーズ百科（総集編） | 川瀬敏文 北嶋博明 | 原田奈奈          | 原田奈奈   |              |                                 |
| 6月16日       | 16   | 壮絶!歯車王の最期!!           | 荒木憲一          | 木村真一郎        | 木村真一郎 | 高橋英樹     | キングギア                      |
| 6月23日       | 17   | 強敵!電気王の挑戦!!           | 川崎ヒロユキ      | 湊屋夢吉          | 湊屋夢吉   | 藁谷均       | バロンガーノン                  |
| 6月30日       | 18   | 復活!マグナザウラー           | 志茂文彦          | 日高政光          | 日高政光   | 小林利充     | バロンガーノン                  |
| 7月7日        | 19   | ザウラーズ大反乱!?            | 千葉克彦          | 谷口悟朗          | 谷口悟朗   | 堀澤聡志     | ガンドップラー                  |
| 7月14日       | 20   | 侵入者をさがせ!               | 金巻兼一          | 越智浩仁          | 越智浩仁   | 佐久間信一   | ゲーパルドン                    |
| 7月21日       | 21   | 銀河系デスマッチ!             | 荒木憲一          | 河本昇悟          | 河本昇悟   | 山田きさらか | サドレイガー                    |
| 7月28日       | 22   | 洋二、男の旅立ち              | 志茂文彦          | 木村真一郎        | 木村真一郎 | 鈴木伸一     | レドクーバー                    |
| 8月4日        | 23   | 決戦!最後の夏休み             | 川崎ヒロユキ      | 日高政光          | 日高政光   | 藁谷均       | ドグマホーク                    |
| 8月11日       | 24   | 温泉旅行は大混乱!             | 金巻兼一          | 湊屋夢吉          | 湊屋夢吉   | 小林利充     | バトルジーク                    |
| 8月18日       | 25   | 凶悪!超デスボルト             | 荒木憲一          | 谷口悟朗          | 谷口悟朗   | 佐久間信一   | ハイパーデスボルト ボウエイガー |
| 8月25日       | 26   | 甦れ!グランザウラー           | 志茂文彦          | 越智浩仁          | 越智浩仁   | 山田きさらか | ハイパーデスボルト ボウエイガー |
| 9月1日        | 27   | 新たなる敵エンジン王          | 千葉克彦          | 河本昇悟          | 河本昇悟   | 藁谷均       | オードロン                      |
| 9月8日        | 28   | 涙のシンデレラボーイ          | 川崎ヒロユキ      | 前島健一          | 羽生頼仙   | 岩倉和憲     | ガラジャーク                    |
| 9月15日       | 29   | 超熱血キングゴウザウラー!     | 金巻兼一          | 湊屋夢吉          | 湊屋夢吉   | 佐久間信一   | ミッドダロス                    |
| 9月22日       | 30   | ワン・ツー・ピンチ!           | 荒木憲一          | 谷口悟朗          | 谷口悟朗   | 小林利充     | デッカード                      |
| 9月29日       | 31   | 爆走!ザウラーカート           | 千葉克彦          | 越智浩仁          | 越智浩仁   | 藁谷均       | スクワーム                      |
| 10月6日       | 32   | 激突!ヒーロー決定戦           | 金巻兼一          | 木村真一郎        | 木村真一郎 | 柳沢哲也     | ウインガルーダ                  |
| 10月13日      | 33   | 嵐のカンニング計画!           | 荒木憲一          | 日高政光          | 日高政光   | 佐久間信一   | ケルベローダー                  |
| 10月20日      | 34   | 大逆襲!ギーグの罠（総集編）   | 川瀬敏文 北嶋博明 | 原田奈奈          | 原田奈奈   |              |                                 |
| 10月27日      | 35   | まぼろしの美少女戦士          | 志茂文彦          | 河本昇悟          | 河本昇悟   | 山田きさらか | ブランドル                      |
| 11月3日       | 36   | 大噴火!ばくはつ五郎           | 千葉克彦          | 湊屋夢吉          | 湊屋夢吉   | 藁谷均       | オクトバルガー                  |
| 11月10日      | 37   | ザウラーズ絶体絶命!           | 荒木憲一          | 谷口悟朗          | 谷口悟朗   | 小林利充     | ビーストカイザー 再生機械化獣   |
| 11月17日      | 38   | 閃光のギルターボ!             | 金巻兼一          | 羽生頼仙          | 羽生頼仙   | 高橋英樹     | メガキャッスル                  |
| 11月24日      | 39   | 最終バトル!機械化城           | 川崎ヒロユキ      | 越智浩仁          | 越智浩仁   | 佐久間信一   | メガキャッスル                  |
| 12月1日       | 40   | 恐竜時代への旅立ち            | 志茂文彦          | 日高政光          | 日高政光   | 山田きさらか | ジャンキール                    |
| 12月8日       | 41   | サバイバル!恐竜時代           | 千葉克彦          | 河本昇悟          | 河本昇悟   | 藁谷均       | ハイパーボルトロボ              |
| 12月15日      | 42   | 光と闇のゴウザウラー          | 荒木憲一          | 湊屋夢吉          | 湊屋夢吉   | 小林利充     | ダークゴウザウラー              |
| 12月22日      | 43   | さよなら恐竜時代              | 金巻兼一          | 木村真一郎        | 木村真一郎 | 鈴木伸一     | ダークゴウザウラー              |
| 1994年 1月5日 | 44   | 新春熱血ザウラーズ!（総集編） | 川瀬敏文 北嶋博明 | 川瀬敏文          | 原田奈奈   |              |                                 |
| 1月12日       | 45   | 恐怖!悪夢の新学期             | 志茂文彦          | 谷口悟朗          | 谷口悟朗   | 佐久間信一   | 機械四天王                      |
| 1月19日       | 46   | 拳一はロボット人間!?          | 北嶋博明          | 越智浩仁          | 越智浩仁   | 山田きさらか | 機械四天王                      |
| 1月26日       | 47   | 砕け!鋼鉄の呪い               | 荒木憲一          | 河本昇悟          | 河本昇悟   | 藁谷均       | 機械四天王                      |
| 2月2日        | 48   | 出動!サイボーグ拳一           | 志茂文彦          | 前島健一          | 前島健一   | 鈴木伸一     | 機械大王                        |
| 2月9日        | 49   | ザウラーズ最大の弱点          | 川瀬敏文          | 湊屋夢吉          | 谷口悟朗   | 佐久間信一   | 機械大王                        |
| 2月16日       | 50   | いつまでも熱血最強!           | 川瀬敏文          | 日高政光          | 日高政光   | 小林利充     | 機械神                          |
| 2月23日       | 51   | 時空を越えた空へ!（総集編）   | 川瀬敏文 北嶋博明 | 川瀬敏文          | 湊屋夢吉   | 山田きさらか |                                 |

## 放送局
※放送日時は個別に出典が提示されている局を除き1994年1月中旬 - 2月上旬時点のものとする。
| 放送地域       | 放送局             | 放送日時 | 放送系列       | 備考                                     |
| -------------- | ------------------ | --- | -------------- | ---------------------------------------- |
| 関東広域圏     | テレビ東京         | 水曜 18:00 - 18:30 | テレビ東京系列 | 制作局                                   |
| 北海道         | テレビ北海道       | 水曜 18:00 - 18:30 | テレビ東京系列 |                                          |
| 愛知県         | テレビ愛知         | 水曜 18:00 - 18:30 | テレビ東京系列 |                                          |
| 大阪府         | テレビ大阪         | 水曜 18:00 - 18:30 | テレビ東京系列 |                                          |
| 岡山県・香川県 | テレビせとうち     | 水曜 18:00 - 18:30 | テレビ東京系列 |                                          |
| 福岡県         | TXN九州            | 水曜 18:00 - 18:30 | テレビ東京系列 | 現・TVQ九州放送。                        |
| 青森県         | 青森放送           | 木曜 17:30 - 18:00 | 日本テレビ系列 |                                          |
| 岩手県         | 岩手放送           | 日曜 5:30 - 6:00 | TBS系列        | 現・IBC岩手放送。                        |
| 秋田県         | 秋田放送           | 火曜 17:30 - 18:00 | 日本テレビ系列 |                                          |
| 山形県         | 山形放送           | 金曜 17:00 - 17:30 | 日本テレビ系列 |                                          |
| 宮城県         | ミヤギテレビ       | 火曜 17:00 - 17:30 | 日本テレビ系列 |                                          |
| 福島県         | 福島中央テレビ     | 水曜 17:00 - 17:30 | 日本テレビ系列 |                                          |
| 新潟県         | テレビ新潟         | 火曜 17:00 - 17:30 | 日本テレビ系列 |                                          |
| 長野県         | テレビ信州         | 水曜 17:00 - 17:30 | 日本テレビ系列 |                                          |
| 富山県         | チューリップテレビ | 水曜 16:00 - 16:30（1993年4月14日から9月29日まで） →水曜 16:27 - 16:57（1993年10月6日から1994年5月11日まで） →水曜 16:00 - 16:30（1994年5月18日最終回時点、2話連続放送） | TBS系列        | 1993年4月14日から1994年5月18日まで放送。 |
| 石川県         | テレビ金沢         | 火曜 17:00 - 17:30 | 日本テレビ系列 | 1993年4月6日から1994年3月29日まで放送。  |
| 三重県         | 三重テレビ         | 火曜 18:00 - 18:30 | 独立局         | 本放送終了後、1997年 - 1998年頃に放送。  |
| 京都府         | KBS京都            | 月曜 18:25 - 18:55 | 独立局         |                                          |
| 広島県         | 広島テレビ         | 火曜 16:30 - 17:00 | 日本テレビ系列 |                                          |
| 愛媛県         | 南海放送           | 火曜 17:00 - 17:30 | 日本テレビ系列 |                                          |
| 熊本県         | 熊本県民テレビ     | 火曜 17:00 - 17:30 | 日本テレビ系列 |                                          |

## 玩具
メインスポンサーのトミー(現タカラトミー)より発売されたゴウザウラー、マグナザウラー、グランザウラーは、劇中通りキングゴウザウラーに合体可能。前作の反省点を生かすべく、極力余剰部品を抑えることに成功しており、武器以外ではサンダーブラキオの頭部くらいが余剰となる程度に留まっている。
発売元 トミー
『熱血合体ゴウザウラー』
マッハプテラ・ランドステゴ・サンダーブラキオのセット。ゴウザウラー、ザウラージェット両形態への変形合体を再現。
『熱血武装マグナザウラー』
マグナティラノからマグナザウラーと、ゴウザウラー＆ザウラージェット両形態に合体可能なマグナバスターへの組み替え三段変形を再現。
『熱血進化グランザウラー』
グラントプスからグランザウラー、グランジェットへの組み替え三段変形を再現。
『超熱血合体キングゴウザウラー』
上記3体のセット商品。3体別購入の場合より、パッケージが心持ち小さくなるという珍しい構成になっている。
復刻版『熱血合体ゴウザウラー』(2000年発売)
復刻版『熱血武装マグナザウラー』『熱血進化グランザウラー』(2001年発売)
韓国生産。当時の金型をそのまま使用しているが、アニメ作画イメージに合わせメッキパーツを黄色成形に変更している。クリアパーツはそのままながらシールの模様等が変更。
『ウォータービーム』シリーズ
ゴウザウラーの胸から水を噴き出す製品。「ウォータービーム」は実際にゴウザウラーの武装として劇中に導入され、OP映像や22話ではとどめの一撃となる。
『ザウラーブレス』『ザウラーチェンジャー』『ザウラーブレード』
なりきり玩具。「ザウラーブレード」は前々作の商品「ライジン剣(ソード)」のリデコ品。
カバヤからはシリーズ恒例の食玩シリーズが発売された。
発売元 カバヤ食品
『ゴウザウラーガム』
前期はマッハプテラ・ランドステゴ・サンダーブラキオの３種がゴウザウラーに合体、後期は新規造形のゴウザウラー・マグナザウラー・グランザウラーの3種がキングゴウザウラーに合体する。前・後期共にトミー版のダウンサイジングアイテムであり、一部のパーツは日光（紫外線）の照射で一時的に変色する特殊素材を使用している。成形色は白・赤・青・黄の計4色のみであるため、劇中で緑色のマグナザウラーは青色主体に置き換えられており、アニメ映像とはかなり印象が異なる。
『チビファイター』シリーズ
コクピットメカの商品化。前期はザウラーバイク・カート・サイドの3台を、後期はザウラーホバー・クラフトの2台を製品化している。
バンダイなどからはプラモデルが発売された。
発売元 バンダイ
HG 1/300 『ゴウザウラー』（2018年12月22日発売）
HG 1/300 『ダークゴウザウラー』（2019年5月プレミアムバンダイ限定販売）
HG 1/300 『マグナザウラー』（2019年7月20日発売）
HG 1/300 『グランザウラー』（2020年7月23日発売）
複雑な変形、合体を差し替えなどにより再現している。

## コミカライズ
角川書店より1994年2月に刊行された『少年キッズVol.1』に、豊島ゆーさくによるコミックが掲載された。

## 映像ソフト
DVD-BOX 熱血最強ゴウザウラー
2005年3月9日にキングレコードから発売。
BD-BOX 熱血最強ゴウザウラー
2015年7月23日にNBCユニバーサル・エンターテイメントジャパンより発売。

## CD
いずれもキングレコードより発売。
熱血最強ゴウザウラー SAURERS NOTE 1
1993年6月2日発売。
熱血最強ゴウザウラー SAURERS NOTE 2
1993年9月3日発売。
熱血最強ゴウザウラー SAURERS NOTE 3
1993年12月22日発売。ミニドラマ「ザウラーズ冬・てなもんだミステリー」を収録。春風小学校に現れた不思議な反応の調査のために、ザウラーズは別れて校内調査に赴く。

## ゲーム作品
スーパーロボット大戦シリーズ
様々なロボットアニメとのクロスオーバー作品。
スーパーロボット大戦NEO、スーパーロボット大戦OE
上記2作品とも、『完全勝利ダイテイオー』を含めたエルドランシリーズ全作品合わせての参戦となる。
スーパーロボット大戦X-Ω
2018年11月に期間限定参戦。同作品ではゴウザウラー単独での参戦となる。

## その他の作品
サンライズワールド〜オープン前夜、キャラ大混乱!!〜
サンライズラヂオからのドラマCDでガンダムシリーズや勇者シリーズなどのキャラが出演。本作品からは拳一としのぶが出演。
サンライズワールド ミッション3
サンライズラヂオからのドラマCD。本作品からは教授が出演。